# Foresters Mont Fleuri Football Club
Le Foresters Mont Fleuri Football Club ou Foresters (Mont Fleuri) est un club seychellois de football, basé à Mont Fleuri. 
Ce club a joué plusieurs saisons en première division seychelloise (dont notamment les saisons 1998, de 2007 à 2009 et 2019-2020).

## Palmarès
- Championnat des Seychelles :
  - Champion en 2020, 2023
- Championnat des Seychelles de football D2 :
  - Champion en 1997 et 2006
- Coupe des Seychelles :
  - Vainqueur en 2020 et 2024